# Хоенсалцбург (замак)
Хоенсалцбург је замак који се налази на врху Фестунгсберга, малог брда у граду Салцбургу, на надморској висини од 506 метара.

## Историја замка
Године 1077, на брду изнад Салцбурга, надбискуп Гебхард Салцбуршки је подигао тврђаву Хоенсалцбург која је постала његово пребивалиште. Тврђава је временом непрестано проширивана, све док није постала најимпозантнији војни комплекс у Средњој Европи. У њој су надбискупи проналазили уточиште у немирним временима, каква су била она између 1520. и 1526. године, током Сељачког устанка који је потресао Немачку, већ распаљену верском побуном Мартина Лутера. Ти свештени кнежеви тирански су се односили према својим поданицима. Један од њих, Леонард фон Којчах, у ланце је оковао угледне грађане Салцбурга јер су упорно захтевали да наређења примају само од цара. Да би избегао гневну побуну он се 1511. године затворио у Хоенсалцбург. Управо је Леонард дворац претворио у раскошну грађевину.
Најинтригантнији од тих окрутних прелата био је Волф Дитрих фон Рајтенау који је волео себе да назива Archiepiscopus et princeps. За “религиозно-световног надбискупа” изабрали су га каноници катедрале 1587. године када је имао само 28 година. Обожавао је уметност, књижевност и музику (1591. године основао је салцбуршки дворски оркестар), а бискупију је претворио у двор. Пошто је био расипник, Хоенсалцбург му није одговарао па је почео да обнавља град, додајући грађевине у стилу противреформације која се ширила католичком Европом из Рима. За себе је изградио Резиденцију, а за своју жену, Салому Алт фон Алтенау, палату Мирабел. Поново је изградио стару романичку катедралу која је била уништена у пожару. Кружиле су приче да је он био “Нерон у мантији”, односно да је сам подметнуо пожар јер више није могао да поднесе да служи мису у тој “старинарници”. Пошто је Дитрих напустио неудобну тврђаву Хоенсалцбург, отишао је да живи у својој новој и луксузној резиденцији у срцу града. Но, после 24 године владавине, 1611. године га је заробио и затворио војвода Максимилијан Баварски, с којим је имао територијална неслагања. Папски посланик је присилио војводу да му преда затвореника, али, без обзира на то, Волф Дитрих је ипак морао да се повуче. Његов наследник, Маркус Ситикус од Хоенемса, затворио је рашчињеног надбискупа у Хоенсалцбург, тврђаву коју Волф Дитрих није волео. Тамо седам година касније и умро, 1617. године.

## Положај и изглед
Најстарији део тврђаве је средишњи, познат као “Стари дворац”. Обновљен је у 15. веку, када су биле изграђене и округле куле на спољашњој куртини. Надбискуп Леонард фон Којчах знатно га је проширио претворивши га у утврђену цитаделу која се уздизала на врху Менхсберга. Спољашњи грудобрани додати су у 16. и 17. веку да би се одбранили од најезде Турака. Делови резиденције претворени су у раскошне свечане одаје. Пример је позната Златна дворана са увијеним стубовима од црвеног мермера, необичним таваницама, сложеним готичким украсима и собном пећи од мајолике која је изузетан пример позне средњовековне уметности, а префињено је украшена фигурама светитеља. Тврђава, до које се лако долази успињачом која је постављена 1892. године, има значајну уметничку збирку.

## Занимљивости
Поводом 9 векова од изградње замка, Немачка је 1977. године дала у оптицај новчић од 100 шилинга са сликом замка на њему.

## Галерија
- Један од најранијих цртежа замка из 1460их
- Поглед на острво са замком на врху
- Поглед из ваздуха
- Унутрашње двориште
- Златна одаја
- Спаваћа соба надбискупа